# Francesco Azopardi

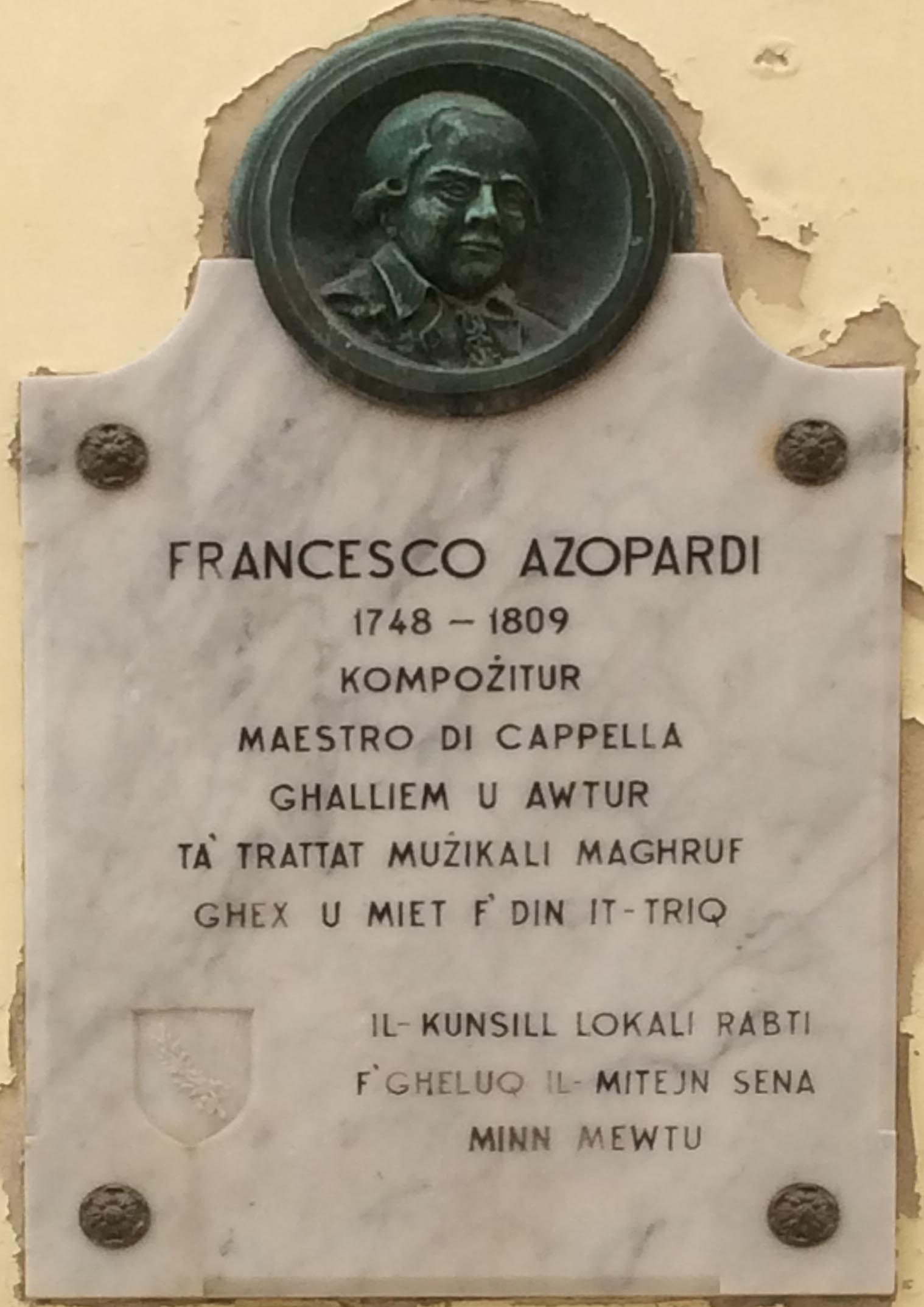
Targa commemorativa di Azopardi a Rabat

Francesco Azopardi, o Azzopardi (Rabat, 5 maggio 1748 – Rabat, 6 febbraio 1809), è stato un compositore, organista e teorico della musica maltese.

## Biografia
Ricevette i primi insegnamenti musicali da Michelangelo Vella a Malta. Dal 1763 al 1774 fu a Napoli dapprima per studiare presso il Conservatorio di Sant'Onofrio a Porta Capuana sotto la guida di Carlo Cotumacci e Joseph Doll, poi, dal 1767, per perfezionarsi con Niccolò Piccinni.
Tornato a Malta, nell'estate del 1774 diventò organista della cattedrale di San Paolo di Mdina e successivamente maestro di cappella presso la concattedrale di San Giovanni a La Valletta.
Tra i lavori di Azopardi si ricordano l'oratorio La passione di Cristo, le varie messe e alcuni lavori strumentali giunti sino a noi. Inoltre, degno di nota è anche il suo trattato pedagogico, Il musico prattico del 1786.

## Opere

### Musica vocale profana
- Malta felice (cantata, 1775)
- La magica lanterna (opera buffa, 1791)

### Musica vocale sacra
- La passione di Cristo (oratorio, libretto di Pietro Metastasio, 1802)
- Varie messe composte dal 1768 al 1806
- Vari lavori sacri composti dal 1772 al 1796
- Canti, inni, salmi composti dal 1772 al 1807

### Musica strumentale
- Overtura per 2 oboi, 2 violini, 2 corni, basso e organo (1782)
- Sinfonia per 2 oboi, 2 violini, viola, 2 corni e basso continuo (1797)
- Sinfonia per oboe obbligato, oboe, 2 violini, 2 corni e basso continuo (1799)

### Trattati
- Il musico prattico
- Dissertazione sulla risoluzione della quinta falsa in 6/4 rivolto dell'armonia di 5/3
- Dissertazione sulla musica greca

## Discografia
- Unveröffentlichte Manuskripte aus der Kathedrale von Malta, Francesco Azopardi, Nisi Dominus - Tölzer Knabenchor, Wolfgang Schady